# Никола Пандовски
Никола (Кольо) А. Пандовски е български общественик и революционер, деец на Вътрешната македонска революционна организация.

## Биография
Никола Пандовски е роден в костурското село Връбник, тогава в Османската империя. Работи като дърводелец в Смърдеш, а по-късно отваря дъскорезница с машини в Тирана и членува в ВМРО. Негов близък приятел е писателят Стерьо Спасе. Михаил Огнянов пише за него: 
| „ | Кольо беше пламенен българо-македонски патриот. В зависимост от международните политически перспективи с еднаква пламенност поддържаше ВМРО-вският лозунг „Македония на Македонците“ както и „Сан-Стефанската мечта“. От Америка, мисля, че от Торонто, получаваше редовно в. „Македонска трибуна“, а от София „Илюстрация Илинден“... Неговият внук дойде да следва в България, но скопяни го примамиха. Това е още един пример за загасване на българското влияние у потомците на такива пламенни македонски българи, какъвто беше Кольо Пандовски. | “ |

През август 1939 година подписва молбата на македонски българи до Царица Йоанна за покровителство на местното население. В периода след капитулацията на Италия Никола Пандовски се премества да живее в Битоля, която е под българско управление, но след установяването на комунистическата македонистка власт в 1944 година се завръща в Албания. Умира през 1999 година.